# هواة طوابع بريد الفضاء
هواة جمع طوابع بريد الفضاء والفلك، هو فرع من هواة جمع الطوابع يتعامل مع جمع الطوابع والأظرف المختومة بختم البريد المتعلقة بصور رحلات الفضاء والفلك. إنه التقاء بين علوم الفضاء والتاريخ البريدي. تُنشر وتطبع طوابع البريد في تاريخ رحلات الفضاء وفي مكاتب البريد بالقرب من الوكالة الفضائية في المعارض البريدية لمشاركة تطور وغزو الفضاء عبر البريد.

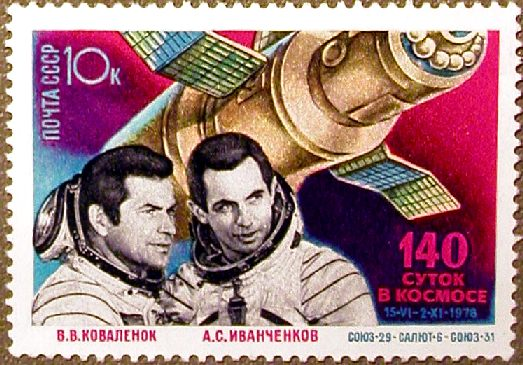
الطابع السوفيتي الذي يحتفي بالرقم القياسي السوفيتي لعام 1978 الذي حققه فلاديمير كوفاليونوك وألكسندر إيفانشينكوف في البقاء في الفضاء والذي استغرق 140 يومًا على متن المركبة الفضائية ساليوت 6

## النطاق
تشمل الموضوعات ذات الأهمية الطوابع البريدية والكارتات والأغلفة المرتبطة بمشاريع مختلفة. ومن الأمثلة على ذلك البريد الصاروخي الذي يعود تاريخه إلى عام 1928، والبريد المحمول بالفعل في الرحلات الفضائية، وهي ممارسة بدأت مع بعثات مشروع أبولو، واستمرت منذ ذلك الحين. ويميز المتخصصون بين جمع الطوابع الفلكية والجوية ذات الطابع الفضائي؛ فالمواد الفلكية الفضائية هي تلك التي لها صلة مباشرة بالبعثات الفضائية، سواء تضمنت أي تصوير خاص أم لا.
يضم الاتحاد الدولي لهواة جمع الطوابع قسمًا خاصًا بجمع الطوابع الفلكية. ويشمل ذلك الأغلفة والبطاقات التي أُلغيت في مواقع الإطلاق ومحطات التتبع ومرافق مراقبة البعثات ومختبرات الأبحاث وسفن الاسترداد. تحتوي العديد من هذه العناصر، وإن لم يكن كلها، على ختم خاص للبعثة؛ ولا يمكن التعرف على البعض الآخر إلا بمعرفة محددة لموقع الختم البريدي والتاريخ المطابق للإطلاق.

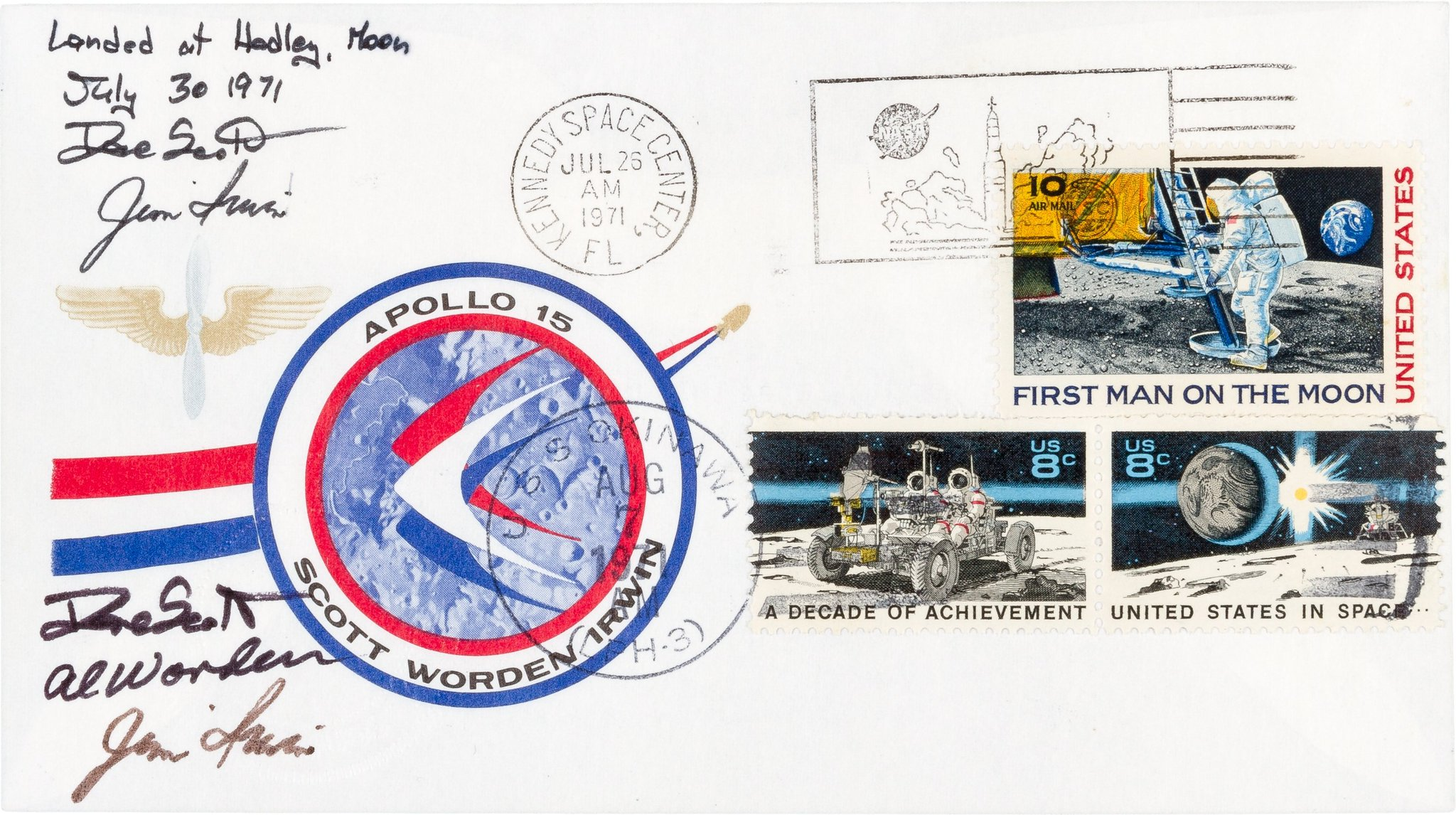
أحد الظروف البريدية المسماة "مظاريف سيجر" التي اصطحبها رواد الفضاء الأمريكيون الذين كانوا يقودون مهمة أبولو 15 إلى القمر وعادوا بها

## الجمع

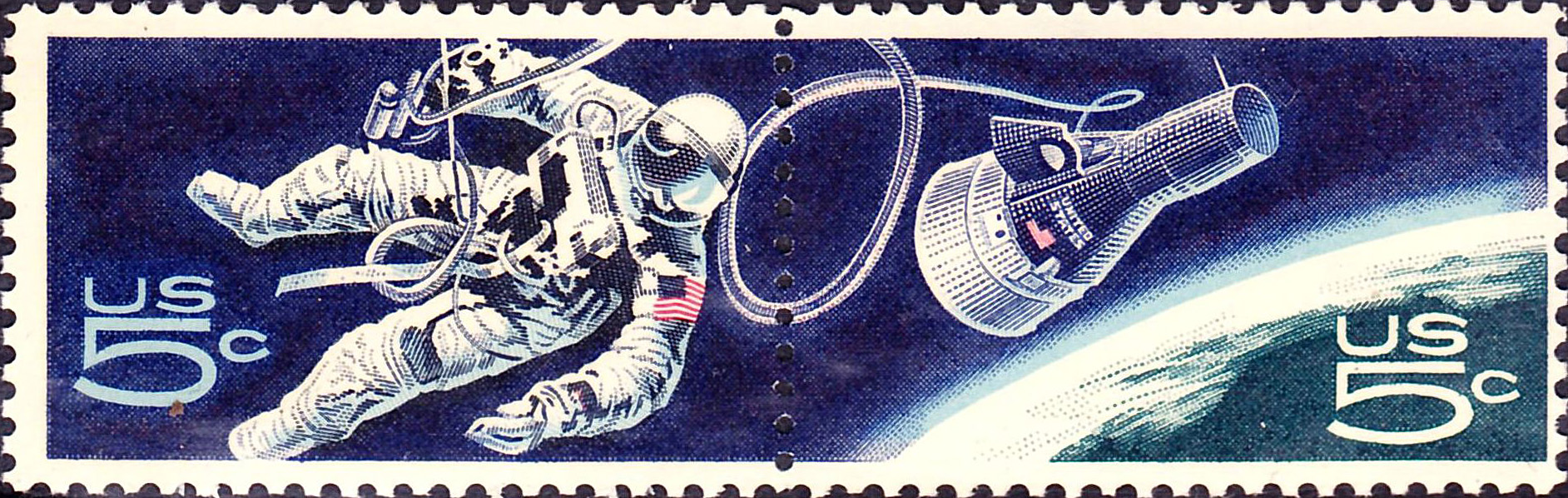
السباحة في الفضاء، 1967

كما هو الحال مع البريد الجوي العادي، تُعرف المواد والقرطاسية البريدية المحمولة على متن المركبات الفضائية باسم "الأغلفة الطائرة". وهي معروفة من البعثات التي طارت على متن المركبات الفضائية السوفيتية والأمريكية على حد سواء. وفي حين أن بعض الأنواع نادرة، إلا أن بعض الأنواع الأخرى، مثل أغلفة مكوك الفضاء، حملت بأعداد كبيرة، وبالتالي فهي شائعة نسبياً، حيث تكلف أقل من 50 دولاراً أمريكياً.
ولعل أكثر الأشياء شيوعًا من الناحية الفلكية هو "غلاف رحلة STS-8". فقد حملت رحلة المكوك الفضائي تشالنجر STS-8 بالتعاون مع هيئة الخدمات البريدية الأمريكية، ثمانية أغلفة بريدية خاصة مليئة بظروف بريدية معبأة بطوابع بريد سريع بقيمة 9.35 دولار أمريكي، والتي بيعت للجمهور بعد عودة المكوك. كانت الخطة الأصلية تقضي بحمل 500,000 ظرف بريدي، ولكن خفض العدد النهائي إلى 261,900 مظروف، منها 2,523 مظروفاً تالفاً أثناء الرحلة وتخلص منها. أما المظاريف المتبقية فقد أرفق كل منها بملف تذكاري يصف المهمة والغلاف، وبيع كل منها بمبلغ 15.35 دولاراً. وبيعت بحلول شهر نوفمبر 1983، أي بعد بضعة أشهر فقط من الرحلة.
والظروف البريدية الأكثر ندرة هي مظاريف "سيجر"، التي حملت على متن مركبة أبولو 15. كان تاجر الطوابع الألماني هيرمان سيجر قد رتب صفقة أقنع فيها والتر إيرمان أفراد طاقم أبولو 15 بحمل 100 ظرف بريدي مخبأ إلى القمر والعودة مقابل 7000 دولار أمريكي لكل منهم، على أن يكون مفهوماً أنه لن تباع إلا بعد انتهاء برنامج أبولو. وضعت هذه الظروف البريدية، إلى جانب 300 ظرف بريدي إضافي ليحتفظ بها الطاقم لأنفسهم، في جيب بدلة الفضاء الخاصة بديفيد سكوت، ولم تدرج في قائمة الطوابع. ومع ذلك، بدأ "سيجر" في بيع الظروف البريدية التي حصل عليها بعد فترة وجيزة من عودة البعثة، وقيل إن كل مظروف منها كان مقابل 1500 دولار أمريكي، وعندما انكشف الأمر برمته، صادرت وكالة ناسا الظروف البريدية لرواد الفضاء ال 298 الباقية (تم إتلاف اثنين منها قبل الرحلة)، وأوقفتهم عن العمل بشكل دائم. وفي عام 1983، عندما سمع رائد الفضاء "ألفريد ووردن" بخطط STS-8، رفع دعوى قضائية لإعادة الظروف البريدية ال 298، واستعادها الطاقم في نهاية المطاف. وظهرت الظروف في السوق من وقت لآخر منذ ذلك الحين. وفي مزاد علني في شهر أكتوبر 2000، حقق أحد ظروف الطاقم مبلغ 14,950 دولار أمريكي.

## اقرأ ايضاً
يمكن العثور على القرطاسية والمواد الفضائية الفلكية في الكتب والكتالوجات المتخصصة:
- Kronstein, Max. Rocket Mail flights of the World, 1986.
- Lollini Conquête de l' espace, 21st edition, 2008.
- Lollini Catalogue des Cosmodromes, 8th edition, 2005.
- Ball, David S. American Astrophilately: The First Fifty Years, 2010
- Walter Michael Hopferwieser: Pionierraketenpost und kosmische Post - Handbuch und Spezialkatalog, Wien 2016